# Municipio de McKinley (Minnesota)
El municipio de McKinley (en inglés: McKinley Township) es un municipio ubicado en el condado de Cass en el estado estadounidense de Minnesota. En el año 2010 tenía una población de 133 habitantes y una densidad poblacional de 1,41 personas por km².

## Geografía
El municipio de McKinley se encuentra ubicado en las coordenadas 46°46′2″N 94°44′58″O / 46.76722, -94.74944. Según la Oficina del Censo de los Estados Unidos, el municipio tiene una superficie total de 94.07 km², de la cual 93,46 km² corresponden a tierra firme y (0,65 %) 0,61 km² es agua.

## Demografía
Según el censo de 2010, había 133 personas residiendo en el municipio de McKinley. La densidad de población era de 1,41 hab./km². De los 133 habitantes, el municipio de McKinley estaba compuesto por el 96,24 % blancos, el 1,5 % eran afroamericanos, el 1,5 % eran amerindios, el 0,75 % eran de otras razas. Del total de la población el 1,5 % eran hispanos o latinos de cualquier raza.